# Козлово (Чарозерский сельсовет)
Козлово — деревня в Кирилловском районе Вологодской области.
Входит в состав Чарозерского сельского поселения, с точки зрения административно-территориального деления — в Чарозерский сельсовет.
Расстояние по автодороге до районного центра Кириллова — 80 км, до центра муниципального образования Чарозера — 4 км. Ближайшие населённые пункты — Ракула, Нефедово, Исаково, Тимофеево.
По переписи 2002 года население — 18 человек.